# ساتا آنداگی
ساتا آنداگی (انگلیسی: Sata andagi) یکی از انواع واگاشی (شیرینی ژاپنی) است.